# Aseptis adnixa
Aseptis adnixa är en fjärilsart som beskrevs av Augustus Radcliffe Grote 1880. Aseptis adnixa ingår i släktet Aseptis och familjen nattflyn. Inga underarter finns listade i Catalogue of Life.